# Ryå
Ryå är ett vattendrag i Vendsyssel i Danmark. Det ligger i Region Nordjylland, i den norra delen av landet. Det är Vendsyssels längsta å[källa behövs] och rinner upp cirka 12 kilometer öster om Brønderslev och mynnar i Limfjorden cirka 4 kilometer söder om samhället Åbybro.